# Tartiers
Tartiers est une commune française située dans le département de l'Aisne, en région Hauts-de-France.

## Géographie

### Hydrographie
La commune est située dans le bassin Seine-Normandie. Elle est drainée par le ru d'Hozien, le ru de Fouquerolles, le Fond des Vaugerins et le fossé de Fouquerolles,,.
Le ru d'Hozien, d'une longueur de 18 km, prend sa source dans la commune de Juvigny et se jette  dans l'Aisne à Vic-sur-Aisne, après avoir traversé onze communes.

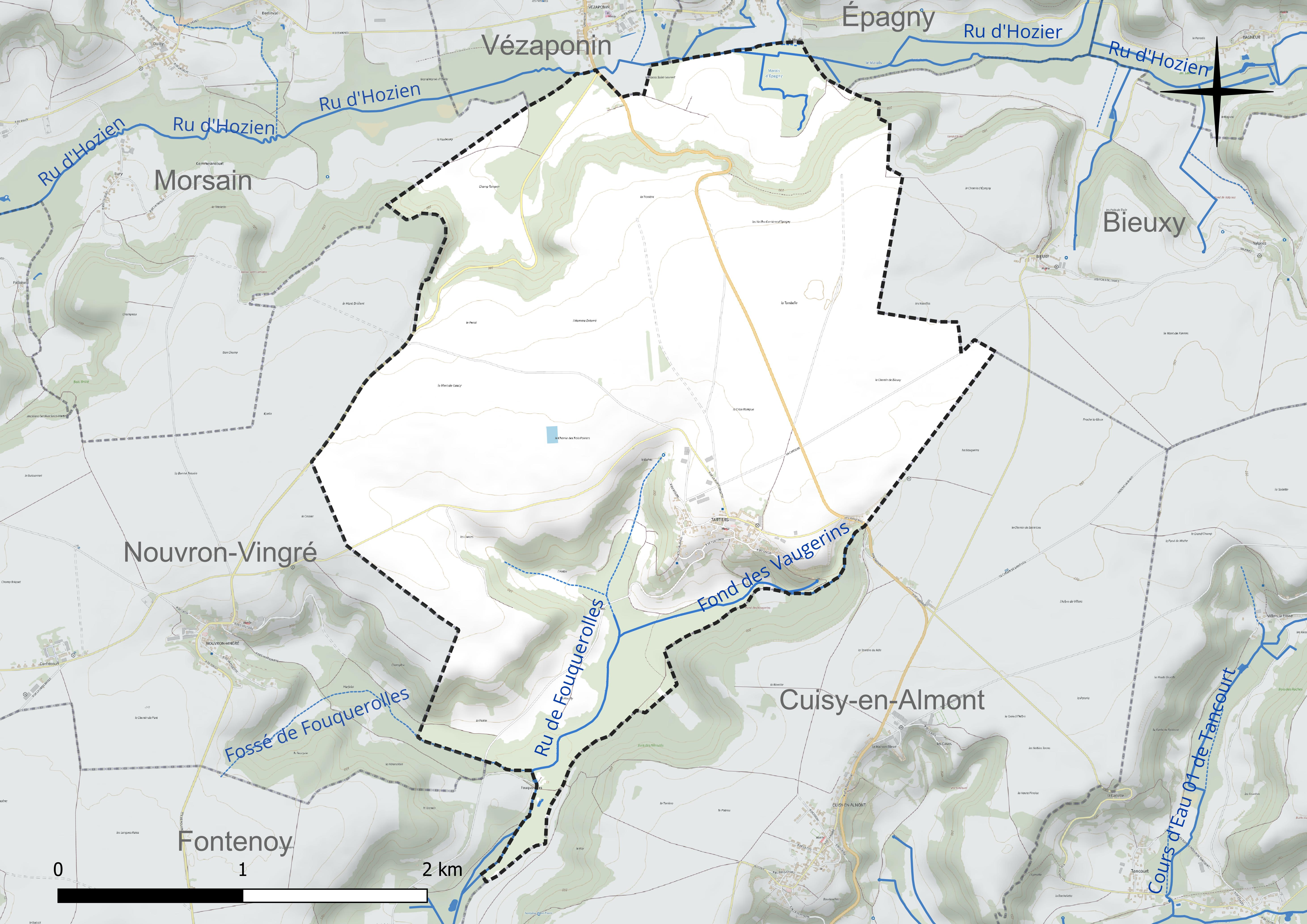
Réseau hydrographique de Tartiers.

### Climat
Pour des articles plus généraux, voir Climat des Hauts-de-France et Climat de l'Aisne.
En 2010, le climat de la commune est de type climat océanique dégradé des plaines du Centre et du Nord, selon une étude du CNRS s'appuyant sur une série de données couvrant la période 1971-2000. En 2020, Météo-France publie une typologie des climats de la France métropolitaine dans laquelle la commune est exposée à un climat océanique altéré et est dans la région climatique Nord-est du bassin Parisien, caractérisée par un ensoleillement médiocre, une pluviométrie moyenne régulièrement répartie au cours de l'année et un hiver froid (3 °C).
Pour la période 1971-2000, la température annuelle moyenne est de 10,5 °C, avec une amplitude thermique annuelle de 15 °C. Le cumul annuel moyen de précipitations est de 730 mm, avec 11,9 jours de précipitations en janvier et 9,1 jours en juillet. Pour la période 1991-2020, la température moyenne annuelle observée sur la station météorologique la plus proche, située sur la commune de Chauny à 20 km à vol d'oiseau, est de 11,1 °C et le cumul annuel moyen de précipitations est de 709,9 mm,. Pour l'avenir, les paramètres climatiques de la commune estimés pour 2050 selon différents scénarios d'émission de gaz à effet de serre sont consultables sur un site dédié publié par Météo-France en novembre 2022.

## Urbanisme

### Typologie
Au 1er janvier 2024, Tartiers est catégorisée commune rurale à habitat dispersé, selon la nouvelle grille communale de densité à 7 niveaux définie par l'Insee en 2022.
Elle est située hors unité urbaine. Par ailleurs la commune fait partie de l'aire d'attraction de Soissons, dont elle est une commune de la couronne,. Cette aire, qui regroupe 92 communes, est catégorisée dans les aires de 50 000 à moins de 200 000 habitants,.

### Occupation des sols
L'occupation des sols de la commune, telle qu'elle ressort de la base de données européenne d'occupation biophysique des sols Corine Land Cover (CLC), est marquée par l'importance des territoires agricoles (73,2 % en 2018), une proportion identique à celle de 1990 (73,2 %). La répartition détaillée en 2018 est la suivante : 
terres arables (72,6 %), forêts (22,5 %), zones urbanisées (4,4 %), prairies (0,5 %).
L'évolution de l'occupation des sols de la commune et de ses infrastructures peut être observée sur les différentes représentations cartographiques du territoire : la carte de Cassini (XVIIIe siècle), la carte d'état-major (1820-1866) et les cartes ou photos aériennes de l'IGN pour la période actuelle (1950 à aujourd'hui).

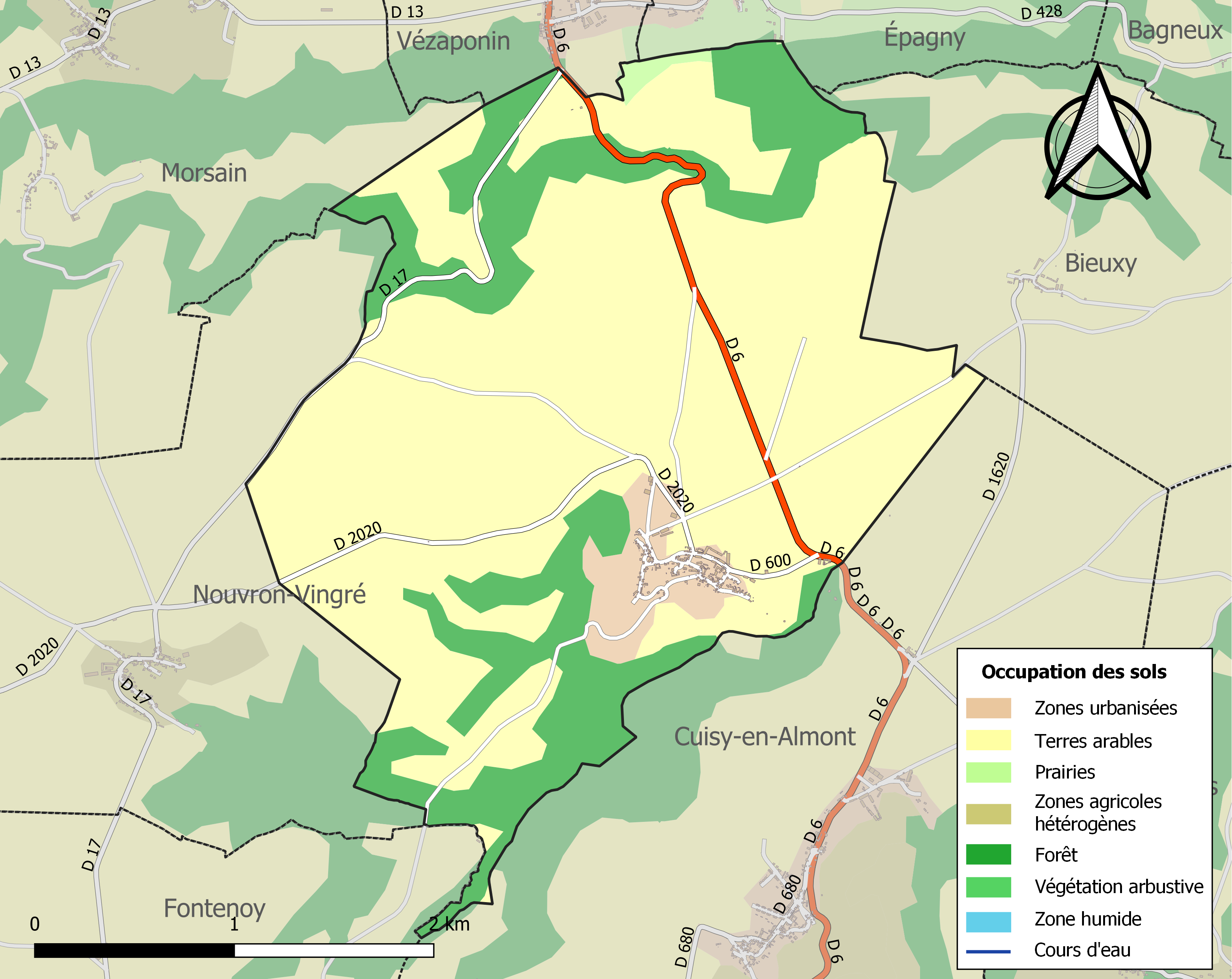
Carte de l'occupation des sols de la commune en 2018 (CLC).

## Toponymie
Le nom de la localité est attesté sous les formes Tartigerium (893) ; Tartiel (1217) ; Tarties (1384) ; Tartielx (1465) ; Tartié (1469) ; Tartier (1644).

## Histoire
Donné en 893 par le roi Eudes à l'abbaye Saint-Médard de Soissons, il devient le siège d'une maladrerie réunie à l'hôtel-Dieu de Soissons en 1697.
L’église et la chapelle, présentes à Tartiers, sont toutes deux dédiées à Sainte-Geneviève. On raconte que la Sainte s’arrêta pour se désaltérer à l’eau d’une source qui devint miraculeuse et soignerait les maux de ventre. Une chapelle fut construite plus tard à cet emplacement. À son origine, Tartiers avait été bâti dans le fond de la vallée dite les Milly. À la suite d’une catastrophe naturelle qui détruisit les habitations, le village fut reconstruit en haut du coteau à son emplacement actuel.

## Politique et administration

### Découpage territorial
La commune de Tartiers est membre de la communauté de communes Retz-en-Valois, un établissement public de coopération intercommunale (EPCI) à fiscalité propre créé le 1er janvier 2017 dont le siège est à Villers-Cotterêts. Ce dernier est par ailleurs membre d'autres groupements intercommunaux.
Sur le plan administratif, elle est rattachée à l'arrondissement de Soissons, au département de l'Aisne et à la région Hauts-de-France. Sur le plan électoral, elle dépend du  canton de Vic-sur-Aisne pour l'élection des conseillers départementaux, depuis le redécoupage cantonal de 2014 entré en vigueur en 2015, et de la quatrième circonscription de l'Aisne  pour les élections législatives, depuis le dernier découpage électoral de 2010.

### Administration municipale
| Période                                  | Période                       | Identité         | Étiquette | Qualité                                    |
| ---------------------------------------- | ----------------------------- | ---------------- | --------- | ------------------------------------------ |
| Les données manquantes sont à compléter. |                               |                  |           |                                            |
| 1821                                     | 1871                          | Tassart          |           |                                            |
| Les données manquantes sont à compléter. |                               |                  |           |                                            |
| mars 2001                                | mars 2008                     | Bernard Crosnier |           |                                            |
| mars 2008                                | En cours (au 13 juillet 2020) | Aurélien Bossu   | DVG       | Agriculteur Réélu pour le mandat 2020-2026 |

## Démographie
L'évolution du nombre d'habitants est connue à travers les recensements de la population effectués dans la commune depuis 1793. Pour les communes de moins de 10 000 habitants, une enquête de recensement portant sur toute la population est réalisée tous les cinq ans, les populations de référence des années intermédiaires étant quant à elles estimées par interpolation ou extrapolation. Pour la commune, le premier recensement exhaustif entrant dans le cadre du nouveau dispositif a été réalisé en 2004.

En 2022, la commune comptait 165 habitants, en stagnation par rapport à 2016 (Aisne : −1,97 %, France hors Mayotte : +2,11 %).
| 1793 | 1800 | 1806 | 1821 | 1831 | 1836 | 1841 | 1846 | 1851 |
| ---- | ---- | ---- | ---- | ---- | ---- | ---- | ---- | ---- |
| 349  | 356  | 356  | 374  | 390  | 386  | 414  | 416  | 396  |

| 1856 | 1861 | 1866 | 1872 | 1876 | 1881 | 1886 | 1891 | 1896 |
| ---- | ---- | ---- | ---- | ---- | ---- | ---- | ---- | ---- |
| 409  | 392  | 377  | 367  | 376  | 363  | 348  | 350  | 327  |

| 1901 | 1906 | 1911 | 1921 | 1926 | 1931 | 1936 | 1946 | 1954 |
| ---- | ---- | ---- | ---- | ---- | ---- | ---- | ---- | ---- |
| 333  | 339  | 365  | 263  | 273  | 264  | 256  | 297  | 255  |

| 1962 | 1968 | 1975 | 1982 | 1990 | 1999 | 2004 | 2006 | 2009 |
| ---- | ---- | ---- | ---- | ---- | ---- | ---- | ---- | ---- |
| 215  | 208  | 205  | 195  | 180  | 168  | 160  | 166  | 188  |

| 2014 | 2019 | 2022 | - | - | - | - | - | - |
| ---- | ---- | ---- | - | - | - | - | - | - |
| 170  | 167  | 165  | - | - | - | - | - | - |

## Culture locale et patrimoine

### Lieux et monuments
- Église et chapelle, toutes deux dédiées à Sainte-Geneviève.
- Un site du bourg, à l'extrémité d'un plateau, domine le vallon du ru de Fouquerolles avec une vue étendue.

### Personnalités liées à la commune
- Tassart (né à Tartiers en ?, et décédé à Tartiers le 19 mars 1871), maire de la commune de 1821 à 1871 et vice-président du conseil d'arrondissement. Il fut conseiller d'arrondissement dès 1834, suppléant de juge de paix, délégué de l'instruction primaire et de l'inspection des chemins vicinaux, choisi comme expert par le tribunal civil de Soissons[27].

### Héraldique
| Blason de Tartiers | Blason  | D'azur à la barre d'or chargée de douze flanchis de sable, accompagnée en chef d'un Gaulois d'argent et en pointe d'un moulin à vent du même sur une terrasse isolée de sinople. Ornements extérieursCroix de guerre 1914-1918 |
| Blason de Tartiers | Détails | Le statut officiel du blason reste à déterminer. |